# Zygaenosia immaculata
Zygaenosia immaculata är en fjärilsart som beskrevs av Rothschild och Jordan 1901. Zygaenosia immaculata ingår i släktet Zygaenosia och familjen björnspinnare. Inga underarter finns listade i Catalogue of Life.